# Torregrossa
Torregrossa község Spanyolországban, Lleida tartományban. Torregrossa Lleida, Els Alamús, Bell-lloc d’Urgell, Sidamon, Fondarella, Mollerussa, Miralcamp, Juneda, Puiggròs, Puigverd de Lleida és Artesa de Lleida községekkel határos. Lakosainak száma 2194 fő (2024).

## Népesség
A település népessége az utóbbi években az alábbiak szerint változott:
| Lakosok száma | 230  | 1874 | 2502 | 2625 | 2229 | 2285 | 2255 | 2235 | 2202 | 2194 |
|               | 1717 | 1887 | 1936 | 1960 | 1986 | 2004 | 2009 | 2014 | 2019 | 2024 |